# Ngam Mueang

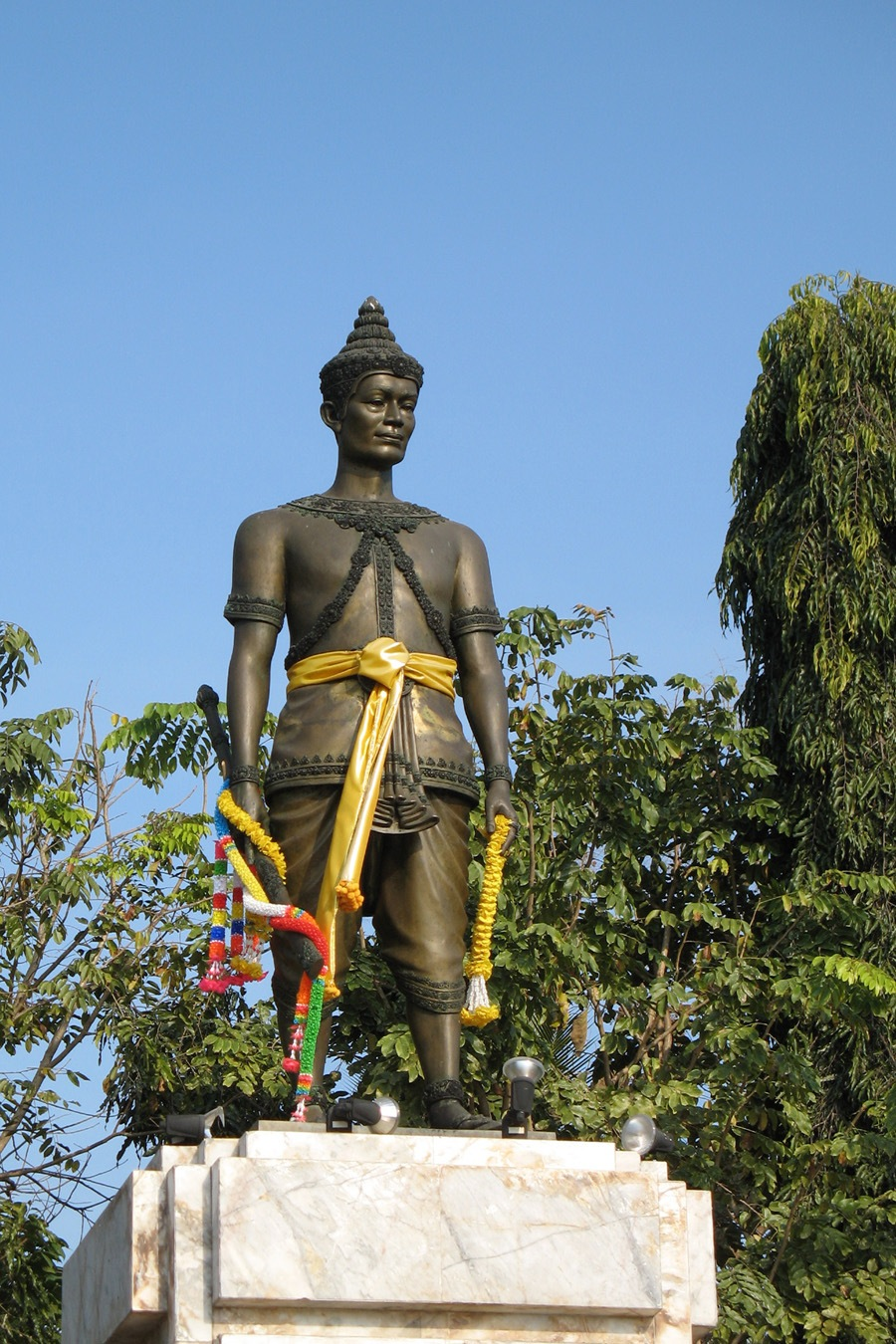
Monument für König Ngam Mueang von Phayao am See Phayao

Ngam Mueang (Thai งาม เมือง, * 1238 in Phayao; † 1298 ebenda) war von 1258 bis zu seinem Tod Herrscher von Phayao, einem Stadtstaat (Müang) in Nord-Thailand.
Im Alter von 14 Jahren wurde Ngam Mueang nach Doi Duan zu einem Einsiedler gebracht, bei dem er eine Ausbildung genoss. Mit 16 Jahren ging er nach Lop Buri, dem seinerzeitigen Lavo, wo er weiter studierte und sich mit Ramkhamhaeng anfreundete, der später König des Reiches Sukhothai werden sollte.
1258 wurde Ngam Mueang Herrscher von Phayao. Etwa zur gleichen Zeit war Mengrai von Ngoen Yang ein aufstrebender Anführer, der die Ortschaften Chiang Rai, Fang und später Chiang Mai gründete. Ngoen Yang war ein Zentrum politischer Macht im Norden des heutigen Thailand, das seine Macht auch durch geschickte Heiratspolitik ausweitete. So sandte man auch eine Prinzessin, Nang Ua Chian Saen, an den Hof von Ngam Mueang, um dort für gute Beziehungen zwischen beiden Gebieten zu sorgen. Das hielt Mengrai nicht davon ab, 1276 einen Versuch zur Eroberung von  Phayao zu unternehmen. Dies wurde nach beiderseitigen Verhandlungen abgebrochen.
Die Mueang Ngoen Yang Chiang Saen Annalen berichten von einer Freundschaft zwischen Ngam Mueang und Mengrai, die sich zusammen mit den guten Beziehungen zu König Ramkhamhaeng vorteilhaft auswirkte, als der Mongolensturm sich gen Südostasien wandte. Das so genannte Dreikönigsabkommen von 1287 zwischen Ramkhamhaeng, Mengrai und Ngam Mueang bildet einen der frühesten Staatsverträge Südostasiens.
Ngam Mueang vermied es, Territorien der befreundeten Reiche anzutasten und sich ostwärts nach Pua, dem späteren Nan, wohin er seine Frau Nang Ua und seinen Sohn Chao Amam sandte, um dort für mehrere Jahre die Herrschaft zu übernehmen.  Die Anführerin von Pua, Nang Phaya Mae Thao Khamphu, musste sich aus der Stadt entfernen und gebar während ihrer Flucht einen Sohn, der Phaya Phanong genannt wurde. Ngam Mueang kontrollierte Pua über etwa zwei Jahrzehnte, ehe Phanong herangewachsen war und das seiner Familie zustehende Territorium zurückerobern konnte.
Ngam Mueang wirkte zusammen mit Ramkhamhaeng auch als Berater bei der Anlage der neuen Stadt Chiang Mai, die Mengrai 1296 am Mae Nam Ping (Ping-Fluss) anlegen ließ und als neue Hauptstadt seines Reiches Lan Na bestimmte. Mengrai hatte große Pläne, doch konnten die beiden Berater erreichen, dass Chiang Mai zunächst in weit kleinerem Umfang errichtet wurde als ursprünglich geplant.
Ngam Mueang starb 1298 in Phayao.
Die Taten von Ngam Mueang sind in den Phaya-Chroniken niedergelegt, doch handelt es sich dabei im Wesentlichen um die Darstellung möglichst heroischer Taten und Begebenheiten. Zu Ehren von Ngam Mueang findet in Phayao jedes Jahr am 5. März ein Fest statt.